# فرضية كفاءة السوق

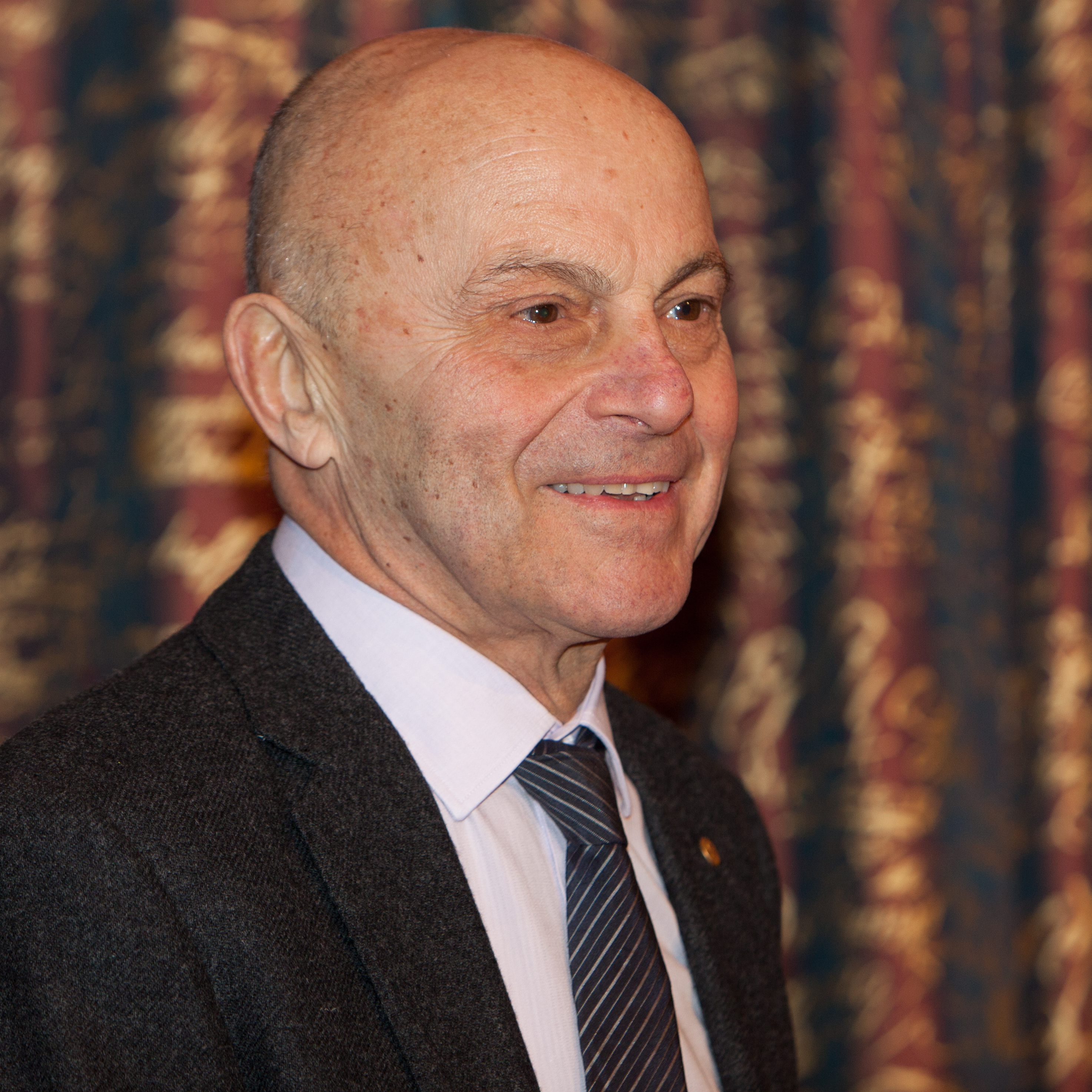

تنص فرضية كفاءة السوق (بالإنجليزية: Efficient Market Hypothesis)، والتي طورها يوجين فاما، على أن أسعار الأسهم في سوق الأوراق المالية الكفء تعكس جميع المعلومات المتوفرة والمتعلقة بالسوق وبالتالي فهي محصلة آراء جميع المستثمرين. إذن تستنتج الفرضية أن أسعار الأسهم دائما عادلة وبالتالي من المستحيل التغلب على السوق بشكل مستمر غير عشوائي.
ويتم التفريق بين ثلاثة أنواع من هذه الفرضية بناء على تعريفها لمفهوم «جميع المعلومات المتوفرة». هذه الأنواع هي:

## النوع الضعيف
ينص هذا النوع على أن المعلومات المتاحة لكافة المستثمرين هي الأسعار التاريخية للأسهم وتاريخ التداول فيها. يترتب على هذا النوع انتفاء إمكانية الحصول على ربح عن طريق التحليل الفني والذي يعتمد على دراسة اتجاهات أسعار الأسهم.

## النوع شبه القوي
ينص هذا النوع على أن المعلومات المتاحة لكافة المستثمرين - بالإضافة إلى الأسعار التاريخية للأسهم وتاريخ التداول فيها - هي التوقعات المستقبلية لأداء الشركات المدرجة في السوق. يترتب على هذا النوع انتفاء إمكانية الحصول على ربح عن طريق التحليل الأساسي والذي يعتمد على دراسة أداء الشركات الربحي وتوقعاته.
النوع القويينص هذا النوع على أن كل المعلومات المتعلقة بالشركات، سواء كانت معلومات علنية أو خاصة، متاحة لكافة المستثمرين في السوق. يترتب على هذا النوع انتفاء إمكانية الحصول على ربح عن طريق الحصول على معلومات داخلية من الشركات (بالإنجليزية: Insider Information).